# Bernhard Görg

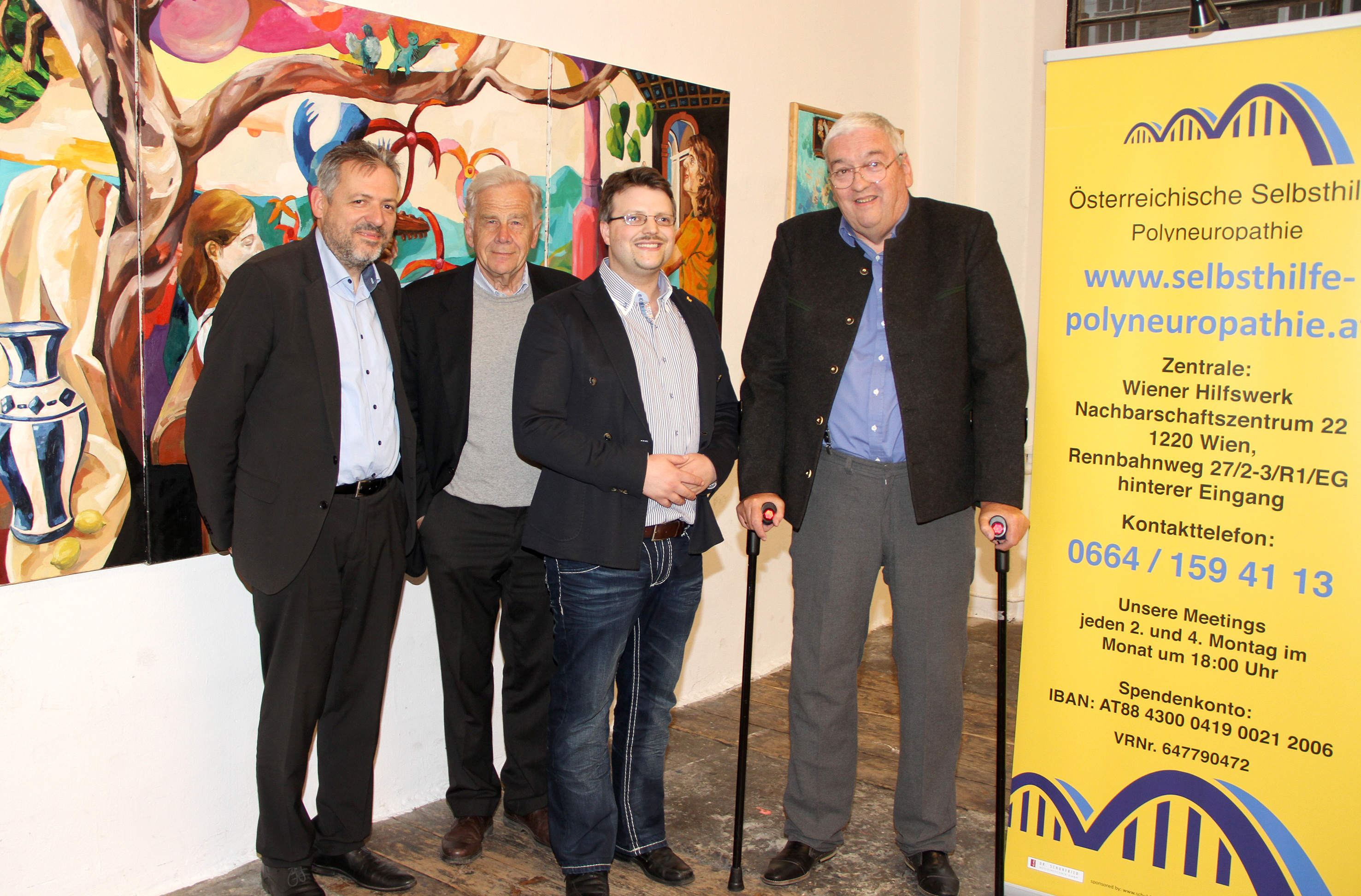
Benefizausstellung zugunsten Polyneuropathie im WUK, Wien. Werner Groiß, Bernhard Görg, Künstler Matthias Laurenz Gräff und Jörg Leiter, Präsident Österreichische Selbsthilfe Polyneuropathie

Bernhard Görg (* 9. Februar 1942 in Horn) ist ein ehemaliger österreichischer Politiker (ÖVP), Manager und Schriftsteller. Er war von 1996 bis 2001 Vizebürgermeister und Landeshauptmann-Stellvertreter von Wien.

## Ausbildung und Beruf
Görg maturierte am Bundesgymnasium in Krems an der Donau und studierte an der Universität Wien Geschichte und Latein (1963) und Rechtswissenschaften (1967). Seit 1966 ist er Mitglied der katholischen Studentenverbindung KÖStV Austria Wien im ÖCV. Ab 1968 arbeitete Görg bei IBM Österreich, von 1972 bis 1974 als Leiter der Personalplanung bei IBM Europe in Paris, von 1974 bis 1977 als Personaldirektor bei IBM Osteuropa in Wien und von 1977 bis 1986 als Personaldirektor und Geschäftsleitungsmitglied bei IBM Österreich. Von 1986 bis 1992 war Görg Geschäftsführer der Neumann-Beratungsgruppe in Wien.

## Politik
Im Jahr 1991 kandidierte er als ÖVP-Bundesparteiobmann gegen Erhard Busek, unterlag jedoch. Von September 1992 bis Juni 2002 war Görg Landesparteiobmann der Volkspartei in Wien und hatte von 1996 bis 2001 das Amt des Amtsführenden Stadtrats für Planung und Zukunft sowie Vizebürgermeisters und Landeshauptmann-Stellvertreters von Wien inne. Nach dem Ausscheiden der ÖVP aus der Landesregierung war Görg von April 2001 bis Juni 2002 Klubobmann der Volkspartei im Wiener Landtag und Gemeinderat.

## Autor
Nach seinem Ausscheiden aus der Politik verfasste Görg mehrere Theaterstücke. Wie kommt John Wayne ins Altersheim (2006), Die Annonce (2008) und Schlitzohren (2012) wurden im Wiener Gloria-Theater uraufgeführt, die Premiere von Wendehälse und kalte Fische (2010) fand im Theater-Center-Forum statt. Danach schrieb er mehrere Kriminalromane.

## Publikationen
- Zukunft des Managers: Manager der Zukunft. Ueberreuter, Wien 1989, ISBN 3-8000-9044-9.
- Die neue Wirklichkeit. Holzhausen Wien 1996, ISBN 3-900518-48-3.
- mit Rudolf Bretschneider: Innovation & Verantwortung: Werte, Wege und Aufgaben für das 21. Jahrhundert. Aufsatzsammlung, Holzhausen Wien 2001, ISBN 3-85493-036-4.
- Liebe Grüße aus der Wachau. edition a, Wien 2015, ISBN 3-990011-40-5
- Das ewige Gelübde. edition a, Wien 2016, ISBN 3-990012-02-9
- Dürnsteiner Würfelspiel: Ein Wachau-Krimi, Salamon, Wien 2017 ISBN 978-3-903200-05-0
- Dürnsteiner Puppentanz: Ein Wachau-Krimi, edition a, Wien 2019, ISBN 978-3-99001-342-7
- Dürnsteiner Himmelfahrt: Ein Wachau-Krimi, edition a, Wien 2020, ISBN 978-3-99001-448-6